# Paradelphomyia pygmaea
Paradelphomyia pygmaea là một loài ruồi trong họ Limoniidae. Chúng phân bố ở miền Cổ bắc.